# Більге Су Коюн
Більге Су Коюн (тур. Bilge Su Koyun; нар. 3 липня 1999, Бахчелевлер, Стамбул, Туреччина) — азербайджанська футболістка турецького походження, нападниця турецького клубу «Фатіх Ватанспор» та національної збірної Азербайджану. Виступала за жіночу молодіжну збірну Туреччини (WU-19).

## Ранні роки
Народилася 3 липня 1999 року в місті Бахчелевлер у провінції Стамбул.

## Клубна кар'єра

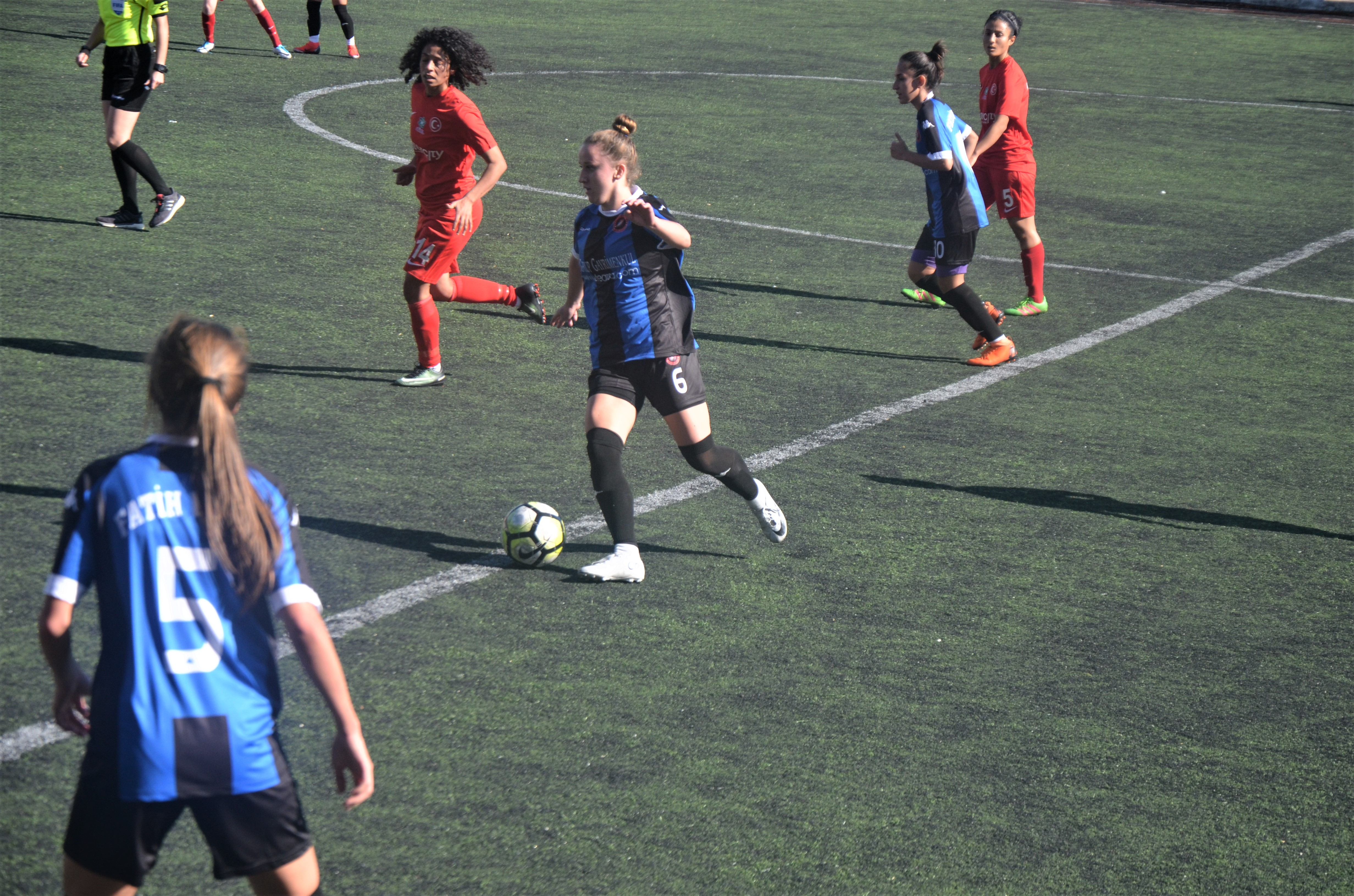
Більге Су Коюн (#6) у футболці «Фатіх Ватанспор» у домашньому поєдинку Першої ліги Туреччини 2018/19 проти «Аташехіра Беледієспора».

30 травня 2014 року зареєстрована як гравчиня «Бешикташу». У сезоні 2014/15 років разом з командою виступала в Третій лізі Туреччини. За підсумками вище вказаного сезону команда вийла у Другу лігу Туреччини. «Бешикташ» виграв Другу лігу Туреччини та вийшов до Першої ліги Туреччини.
Напередодні старту сезону 2018/19 року перейшла до клубу Першої ліги Туреччини «Фатіх Ватанспор».

## Кар'єра в збірній

### Туреччина

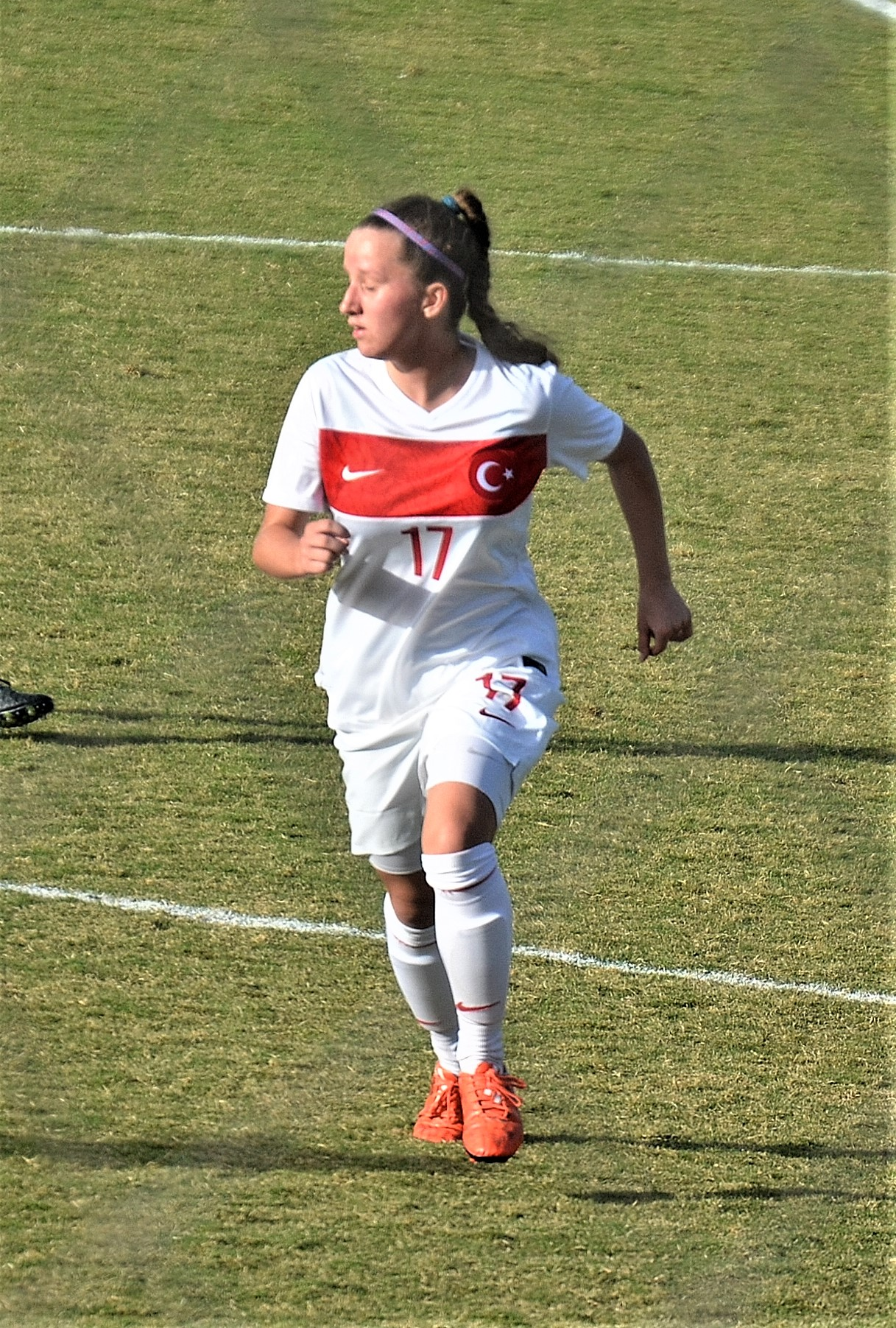
Більге Су Коюн у футболці дівочої збірної Туреччини WU-17 (жовтень 2015)

20 жовтня 2015 року отримала виклик до дівочої збірної Туреччини WU-17 й дебютувала в матчі групи 1 кваліфікації дівочого чемпіонату Європи (WU-17) проти Ірландії.
Отримала виклик до молодіжної жіночої збірної Туреччини (WU-19) для участі в Турнірі розвитку УЄФА 2016 року, з якою виграла турнір. Брала участь уматчах 10-ї групи кваліфікації чемпіонату Європи (WU-19), 2-] uhegb еліт-раунду кваліфікації чемпіонату УЄФА (WU-19), 10-ї групи кваліфікації чемпіонату Європи та 4-ї групи кваліфікації чемпіонату Європи 2018 року. Також виступала в товариських матчах.

### Азербайджан
Отримала виклик до національної збірної Азербайджану. Зіграла 6 матчів у групі E кваліфікації чемпіонату світу 2023 року.

## Клубна кар'єра
Станом на match played 12 January 2022.
| Клуб              | Сезон             | Ліга              | Ліга  | Ліга | Єврокубки | Єврокубки | Нац. збірка | Нац. збірка | Загалом | Загалом |
| Клуб              | Сезон             | Дивізіон          | Матчі | Голи | Матчі     | Голи      | Матчі       | Голи        | Матчі   | Голи    |
| ----------------- | ----------------- | ----------------- | ----- | ---- | --------- | --------- | ----------- | ----------- | ------- | ------- |
| «Бешикташ»        | 2014–15           | Третя ліга        | 18    | 1    | –         | –         | 0           | 0           | 18      | 1       |
| «Бешикташ»        | 2015–16           | Друга ліга        | 20    | 2    | –         | –         | 4           | 0           | 24      | 2       |
| «Бешикташ»        | 2016–17           | Перша ліга        | 18    | 0    | –         | –         | 5           | 0           | 23      | 0       |
| «Бешикташ»        | 2017–18           | Перша ліга        | 11    | 2    | –         | –         | 13          | 0           | 24      | 2       |
| «Бешикташ»        | Загалом           | Загалом           | 67    | 5    | –         | –         | 22          | 0           | 89      | 5       |
| «Фатіх Ватанспор» | 2018–19           | Перша ліга        | 16    | 0    | –         | –         | 0           | 0           | 16      | 0       |
| «Фатіх Ватанспор» | 2019–20           | Перша ліга        | 15    | 1    | –         | –         | 0           | 0           | 15      | 1       |
| «Фатіх Ватанспор» | 2020–21           | Перша ліга        | 5     | 1    | –         | –         | 0           | 0           | 5       | 1       |
| «Фатіх Ватанспор» | 2021–22           | Суперліга         | 5     | 1    | –         | –         | 6           | 0           | 11      | 1       |
| «Фатіх Ватанспор» | Загалом           | Загалом           | 41    | 3    | –         | –         | 6           | 0           | 47      | 3       |
| Усього за кар'єру | Усього за кар'єру | Усього за кар'єру | 108   | 8    | –         | –         | 28          | 0           | 136     | 8       |

## Досягнення

### Клубні
«Бешикташ»
- Перша ліга Туреччини
  -  Срібний призер (2): 2016/17, 2017/18

- Друга ліга Туреччини
  -  Чемпіон (1): 2015/16

- Третя ліга Туреччини
  -  Чемпіон (1): 2014/15

«Фатіх Ватанспор»
- Перша ліга Туреччини
  -  Срібний призер (1): 2020/21

### У збірній
жіноча молодіжна збірна Туреччини (WU-19)
- Турнір розвитку
  -  Чемпіон (1): 2016